# Letícia spanyol királyné
Letícia (született Letizia Ortiz Rocasolano; Oviedo, Spanyolország, 1972. szeptember 15. –), Spanyolország királynéja 2014 júniusától, férje, VI. Fülöp király trónra lepésével. Ő a spanyol történelem első elvált, egyúttal polgári származású királynéja, valamint 1879 óta az első, spanyol földön született királyné.

## Családja
A királyné Jesús Ortiz Álvarez újságíró és Paloma Rocasolano ápolónő legidősebb lánya.
Oviedóban, Asztúria fővárosában született 1972. szeptember 15-én. A hercegné szülei 1999-ben elváltak, apja újra házasodott. Fiatalabbik húga, Erika 2007-ben öngyilkosságot követett el. A hercegné gyermekkorát egy, a Vizcayai-öbölben található faluban töltötte. Katolikus vallású, és már gyermekkorában is az újságírás iránt érdeklődött leginkább.

## Karrier
Letizia Ortiz felsőfokú tanulmányait a madridi Universidad Complutense egyetem kommunikáció alapszakán végezte, mesterfokú diplomáját a mexikói Guadalajara egyetemén kapta, ahol megkezdte doktori tanulmányait, de PhD fokozatot nem szerzett.
A spanyol trónörökössel, Fülöp asztúriai herceggel, a mai Fülöp királlyal kötött házassága előtt újságíróként dolgozott az ABC spanyol napilapnál, az EFE hírügynökségnél, több televíziós csatornánál. 2000-től bemondó és washingtoni tudósító volt a TVE spanyol közszolgálati televízió hírműsorában, a Telediarióban valamint a CNN+ munkatársa is volt. A Telediarióban eleinte a heti hírösszefoglalónak volt műsorvezetője, illetve a délutánonként jelentkező második kiadás hírszerkesztői munkálatait is ellátta, amelynek 2003-ra a nézettsége 3 milliósra emelkedett. Ő tudósította a spanyolokat Washingtonból a 2001. szeptember 11-ei terrortámadásokról, majd 2003-ban haditudósítóként Irakban is járt a Telediario esetén. A trónörökössel is újságírói munkája során ismerkedett meg.

## Házasság
1998. augusztus 7-én feleségül ment irodalomprofesszorához, de a házasság alig egy évig tartott.
2003. november 1-jén Letiziát eljegyezte a spanyol trónörökös. 2004. május 22-éig a jövendő királyné a spanyol királyi palotában élt, ahol Zsófia királyné segítségével készült fel jövendő szerepének betöltésére, mint Asztúria hercegének neje.
Az esküvőre Madridban, az Almudena székesegyházban került sor. A hercegné Pertegaz spanyol divattervező ruháját viselte. A diadémot Zsófia királynétól kapta meg személyes használatra, élete végéig. A jeles eseményen Európa valamennyi királyi háza képviseltette magát.

## Gyermekei
2005. október 31-én született Leonóra asztúriai hercegnő, aki apját, VI. Fülöpöt követheti a trónon (a spanyol királyság elfogadja a női öröklődést). 2007. április 29-én jött világra a hercegi pár második gyermeke, Zsófia infánsnő. A királyné családjával a La Zarzuela palotában él. A madridi királyi palotát csak hivatalos alkalmakkor használják.

## A királyné munkássága
A spanyol királyné számtalan hivatalos eseményen képviseli férjével a spanyol koronát méltó módon. Már a trónörökös feleségeként – asztúriai hercegnéként – megszerettette magát a spanyol néppel, és elkísérte férjét hivatalos útjain Jordániába, Magyarországra, az Amerikai Egyesült Államokba, Portugáliába, Brazíliába, Svédországba, Kínába és Japánba. A királyné elkötelezett híve a rák elleni harcnak. Számos jótékonysági szervezetet támogat.

## A királyné szabadidős tevékenységei
Letícia kedveli az irodalmat, szívesen jár moziba, színházba és szeret síelni, amióta beházasodott a királyi családba. Anyanyelvén kívül jól beszél angolul.
Öltözködési stílusát jellemzi, hogy támogatja a spanyol divattervezők munkáját. A királyné legkedvesebb spanyol divattervezője Felipe Varela. 
Legemlékezetesebb ruháját – ami a jelenlévőket a magyar Erzsébet királynéra emlékeztette – az orosz elnök, a Vlagyimir Putyin tiszteletére rendezett vacsorán viselte. A nemzetközi divat nagyjai közül nagyon kedveli Jimmy Choo, Manolo Blahniko, Giorgio Armani, illetve Yves Saint-Laurent termékeit. A királyné megjelenése mindig rendkívül elegáns. Házassága előtt szívesen hordott nadrágkosztümöket, de most inkább a királyi család nőtagjai számára előírásos kosztümöket viseli, de szívesen kísérletezik különböző kiegészítőkkel és modern szabásvonalakkal. Spanyolországban valóságos divatikonná vált. Hivatalos eseményeken gyakran látni hagyományos spanyol viseletben is.

## Megszólítása és hivatalos címei
- Letizia Ortiz Rocasolano (1972 – 2004. május)
- Su Alteza Real la Princesa de Asturias (2004 – 2014)
- Su Majestad la Reina de España (2014. június 19. – )

Hivatalos címe: „Ő királyi felsége Letícia, Spanyolország királynéja”. A királyné rendelkezik címerrel, de kizárólag személyes használatra, tekintve, hogy Spanyolországban csak a királynak és a korona örökösének lehet saját címere.